# راتلیج (تنسی)
راتلیج(به انگلیسی: Rutledge) شهری در ایالت تنسی کشور ایالات متحده آمریکا است که جمعیت آن در سرشماری سال ۲۰۱۰ میلادی، ۱٬۱۲۲ نفر بوده‌است.